# اندیس پیر بکران
پیر بکران یک اندیس مصالح ساختمانی است که در حوالی شهر شهررضا استان اصفهان قرار دارد و مادهٔ معدنی موجود در آن، سنگ آهک است.  